# Argišti I.

Urartu unter König Argišti I.

Argišti I. (auch als Argištiše, Argischtis oder Argischti I. transkribiert) war ein urartäischer König, der ungefähr von 785 bis 753 v. Chr. regierte.

## Eroberungen
Er war der Sohn seines Vorgängers Menua und setzte dessen Expansionspolitik fort. Dabei war er im Nordosten erfolgreich und drang bis zum Sewansee vor. Damit erstreckte sich das Gebiet Urartus von Südgeorgien über Armenien, Südosttürkei bis nach Nordostsyrien. Eine Inschrift Argištis aus Elar nördlich von Jerewan erwähnt seinen Sieg über das Land Etiuni und die Stadt Darani im Land Uluani.
Unter Argišti I. erlebte auch die urartäische Metallindustrie einen Aufschwung, als er Kupferminen im Kleinen Kaukasus eroberte und von den Nachbarstaaten Tribute an Metallen verlangte. Aus Werchnjaja Rutcha in Nordossetien stammt ein gegossener Bronzehelm mit einer Inschrift von Argišti I., König von Urartu, der als Beutegut den Kimmerern zugeschrieben wurde. Vermutlich starb Argišti I. 753 v. Chr. bei einem Gefecht gegen die Kimmerer, wo dieser Helm erbeutet wurde.

## Bauten
Zahlreiche Inschriften berichten vom Tempel- und Palastbau Argištis I. und seiner Förderung der Landwirtschaft. Argišti sicherte seine Eroberungen in der Ararat-Ebene durch zahlreiche Festungsbauten. Argišti I. gründete unter anderem Argištihinili (heute in Armawir), den Hauptstützpunkt Urartus in Transkaukasien, und Erebuni (heute Teil der armenischen Hauptstadt Jerewan).
Nachfolger Argištis I. war sein Sohn Sarduri II.

## Inschriften

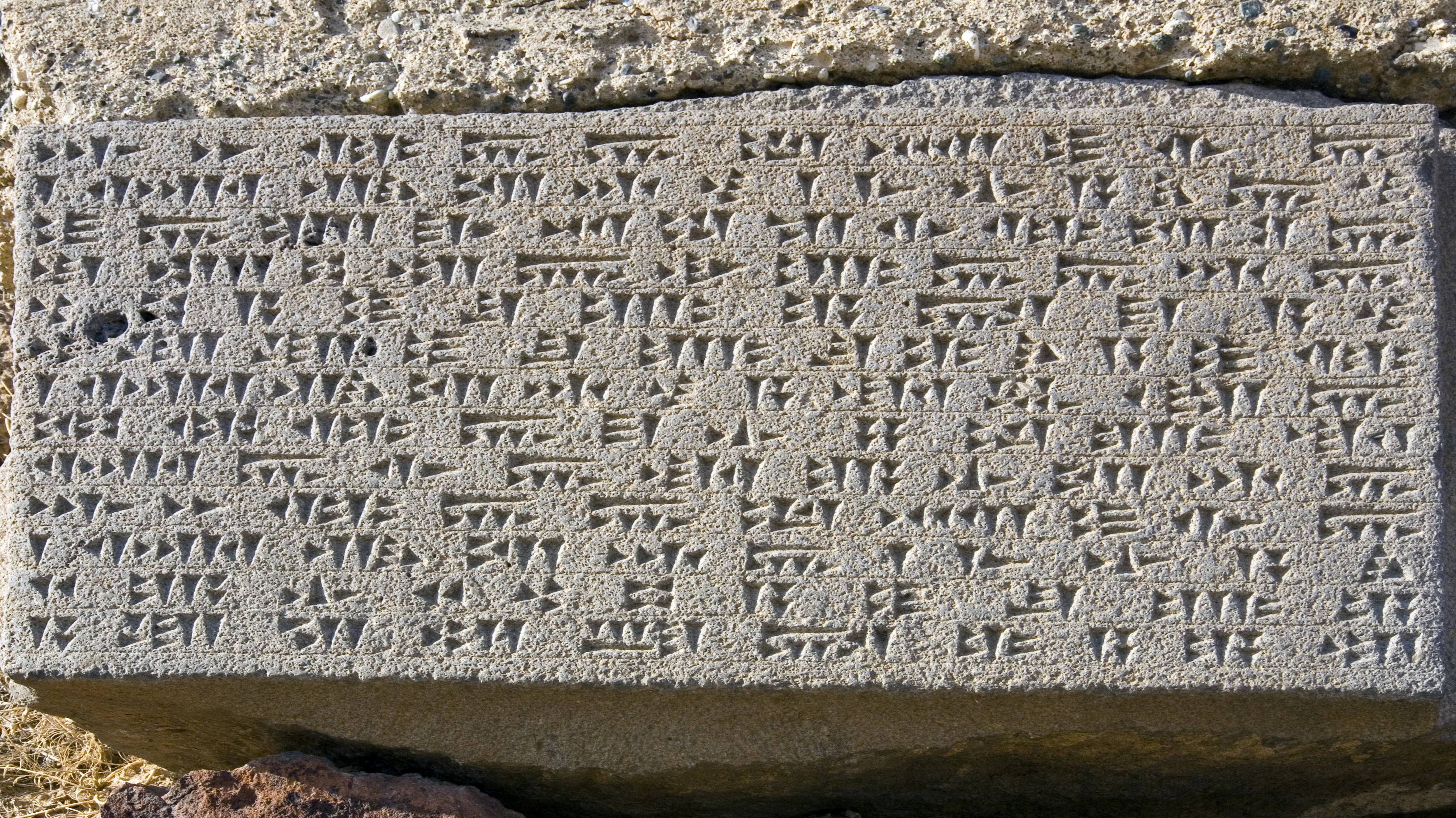
Kopie der Inschrift Argištis in Erebuni

- Elar
- Horhor
- Lchashen
- Inschrift von Surb Saak, Van